# Marinière (tröja)

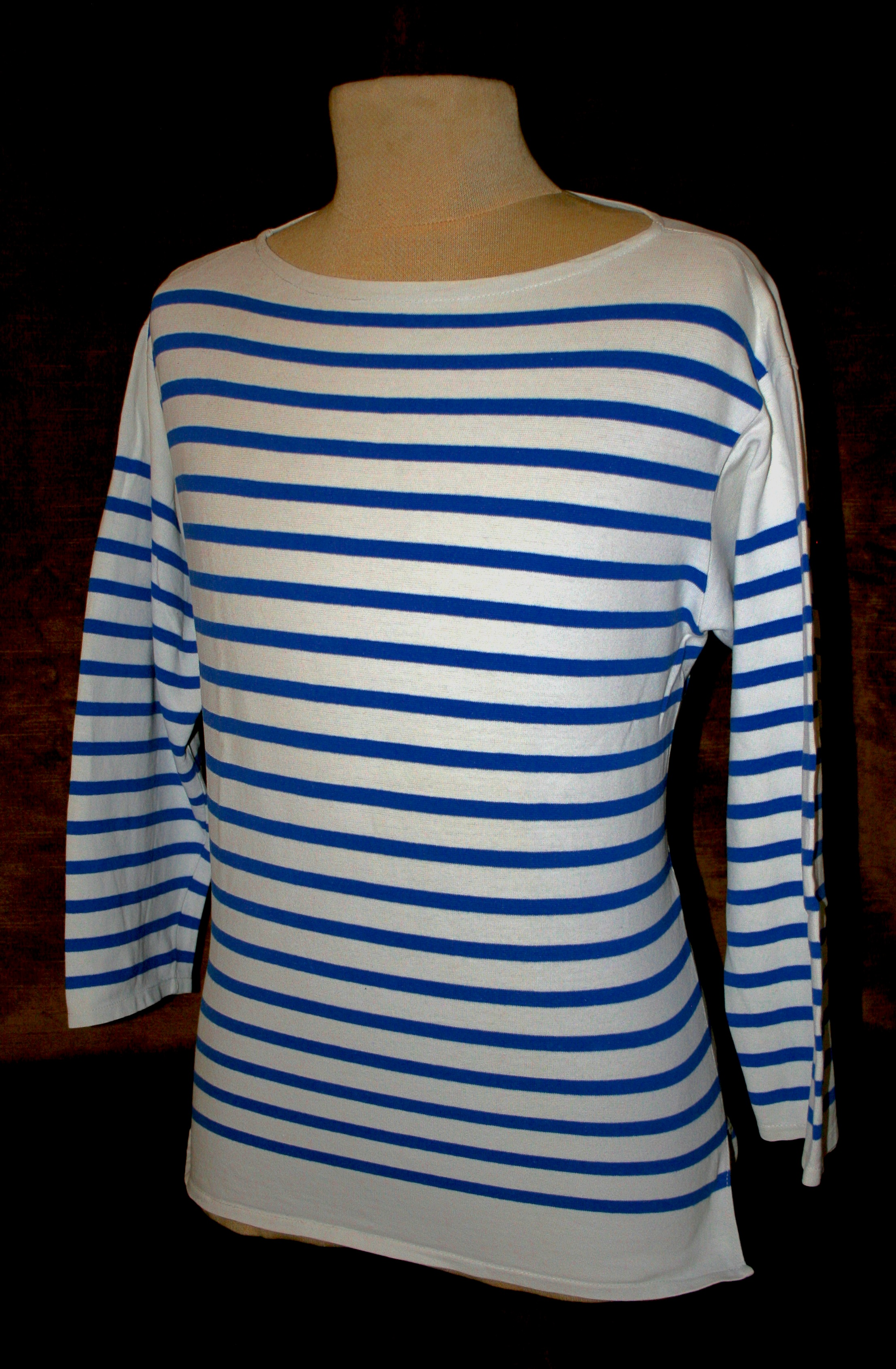
Franska flottans undertröja

En marinière är en tvärrandig tröja som sedan 1800-talet har burits av den franska flottan. Sedan början av 1900-talet har den varit en del av franskt mode.

## Historik
Tröjan beskrivs i ett dekret från mars 1858 som den officiella undertröjan för Frankrikes flotta. I samma dekret regleras dess utformning: "21 vita 20 millimeter breda ränder och 20 eller 21 blå 10 millimeter breda ränder; för ärmarna, 15 vita ränder och 15 blå ränder".
I det civila bars sjömanskläder tidigast av barn. På 1910-talet lanserade Coco Chanel den randiga tröjan som strandklädsel för kvinnor. Inspirationen kom från de sjömän hon hade sett i Deauville där hon drev sin butik. Chanel ansåg att baddräkten var ett vulgärt plagg och ville med sjömanströjan erbjuda ett bekvämt alternativ. Den randiga sjömanströjan eller varianter på den har därefter blivit ett stående inslag i franskt mode. Den har givit inspiration till kollektioner från modeskapare som Yves Saint-Laurent, Karl Lagerfeld, Sonia Rykiel och i synnerhet Jean-Paul Gaultier, som ofta själv har burit den.

## Bildgalleri

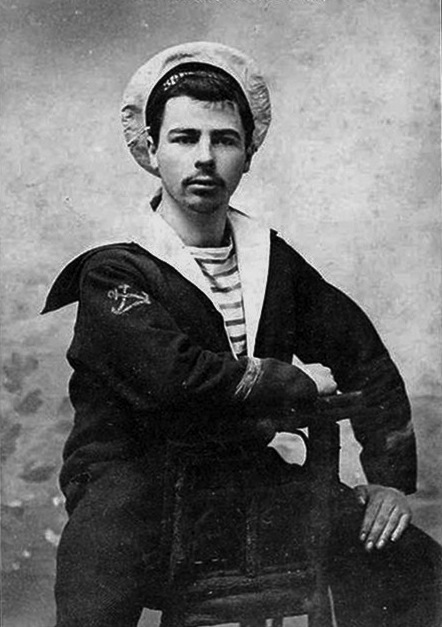
Fransk sjöman, omkring 1910
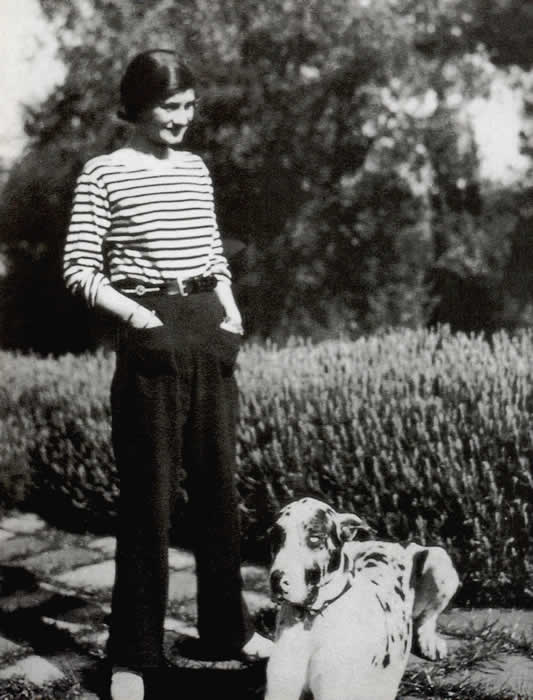
Coco Chanel, 1928
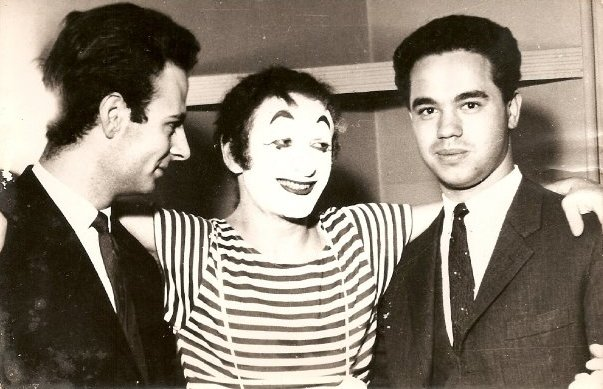
Mimartisten Marcel Marceau i marinière, 1964
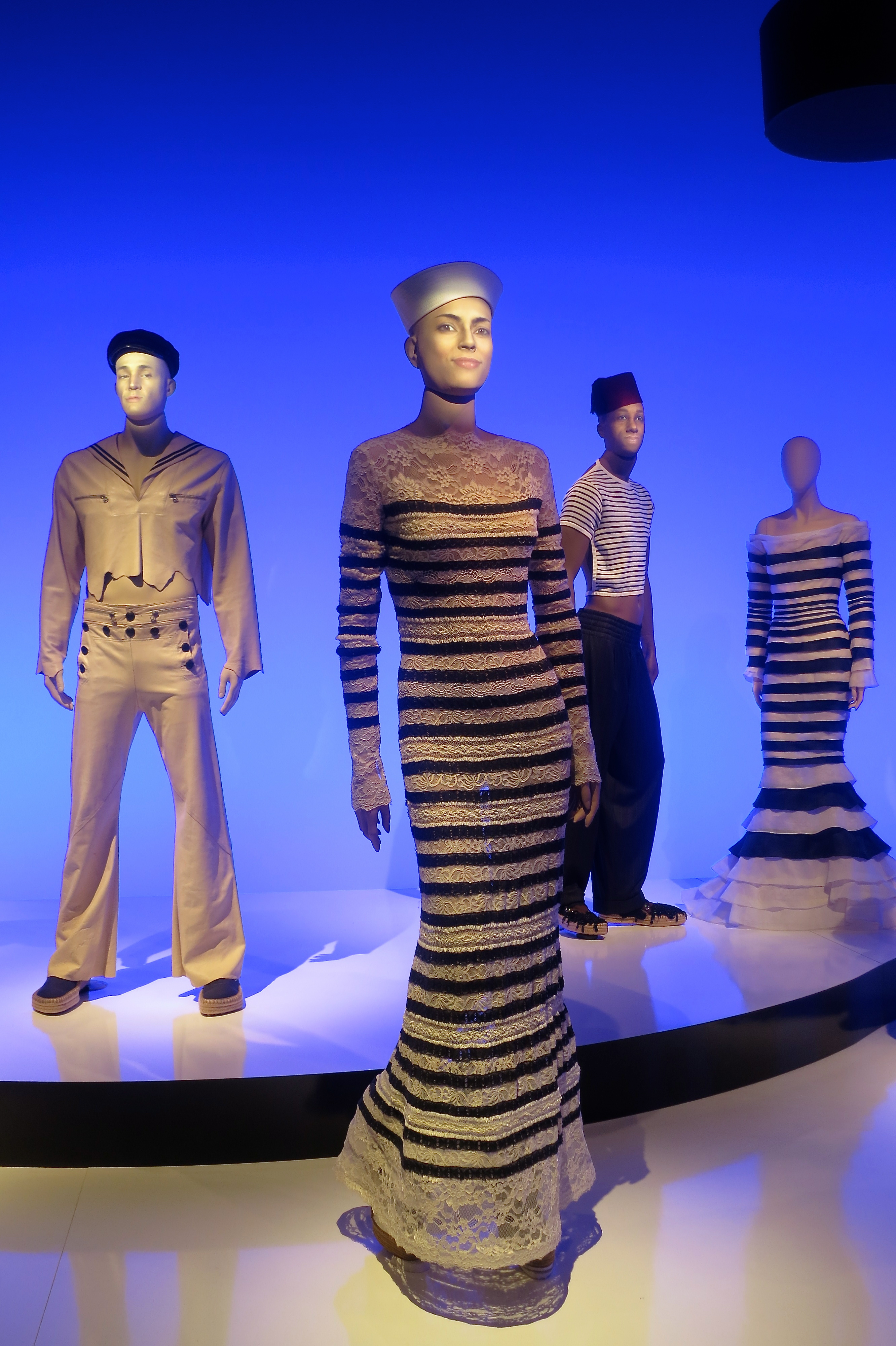
Marinière-inspirerad kollektion från Jean-Paul Gaultier, 1997